# Turbaczyk (polana)
Turbaczyk – polana podwierzchołkowa na Turbaczyku w Gorcach. Znajduje się na stromych zachodnich i północnych jego zboczach na wysokości 980–1070 m n.p.m. i ma powierzchnię 11,74 ha. Była systematycznie koszona i wypasana jeszcze w latach 70. XX w. Charakteryzuje się dużą różnorodnością biologiczną – naliczono tutaj aż 14 różnych zbiorowisk roślinności. Rośnie tu m.in.: mieczyk dachówkowaty, ciemiężyca zielona, modrzyk górski, bodziszek leśny. Na podmokłej północno-wschodniej części polany, na młace kozłkowo-turzycowej występuje ostrożeń łąkowy, knieć górska, wełnianka szerokolistna i kozłek całolistny. Wiosną licznie zakwita krokus spiski i przebiśniegi, później 5 gatunków storczykowatych. Z ptaków spotkać tu można m.in. puszczyka uralskiego i kopciuszka. Północno-zachodnia część polany zarasta stopniowo borówczyskami i malinami. To etap sukcesji ekologicznej poprzedzający jej zarośnięcie lasem. Pod lasem stoi tu niszczejący szałas. Ma charakterystyczny dla budownictwa Zagórzan czterospadowy dach.
O gospodarzącym na polanie przed wojną bacy z Obidowej o nazwisku Anioł istnieje ludowa legenda, według której za pomocą czarów przywrócił on do życia owce, na które rzucił urok baca z Łopusznej.
Polana znana jest z walorów widokowych. Panorama widoków obejmuje Babią Górę i Pasmo Babiogórskie, Beskid Makowski, Beskid Żywiecki, Beskid Wyspowy oraz pobliski szczyt Kudłonia. Na polanie umieszczono opracowaną przez Gorczański Park Narodowy tablicę informacyjną z opisem oglądanych szczytów oraz ławeczki dla turystów. Obok tablicy zachował się znak pomiarowy z 1823, świadectwo pomiarów triangulacyjnych dokonywanych wówczas przez austriackich kartografów.
Polana znajduje się na obszarze Gorczańskiego Parku Narodowego. Przebiega przez nią granica między Koninkami (część wsi Poręba Wielka) i Koniną w powiecie limanowskim, w gminie Niedźwiedź.

## Szlaki turystyki pieszej
Niedźwiedź – Orkanówka – Łąki – Turbaczyk – Spalone – Czoło Turbacza – Turbacz. Odległość 10,8 km, suma podejść 970 m, suma zejść 240 m, czas przejścia 3 godz. 25 min, z powrotem 2 godz. 20 min. Czas przejścia od Orkanówki na polanę 1godz. 50 min.
 ścieżka edukacyjna „Turbaczyk” rozpoczynająca się przy polanie i polu biwakowym Oberówka.

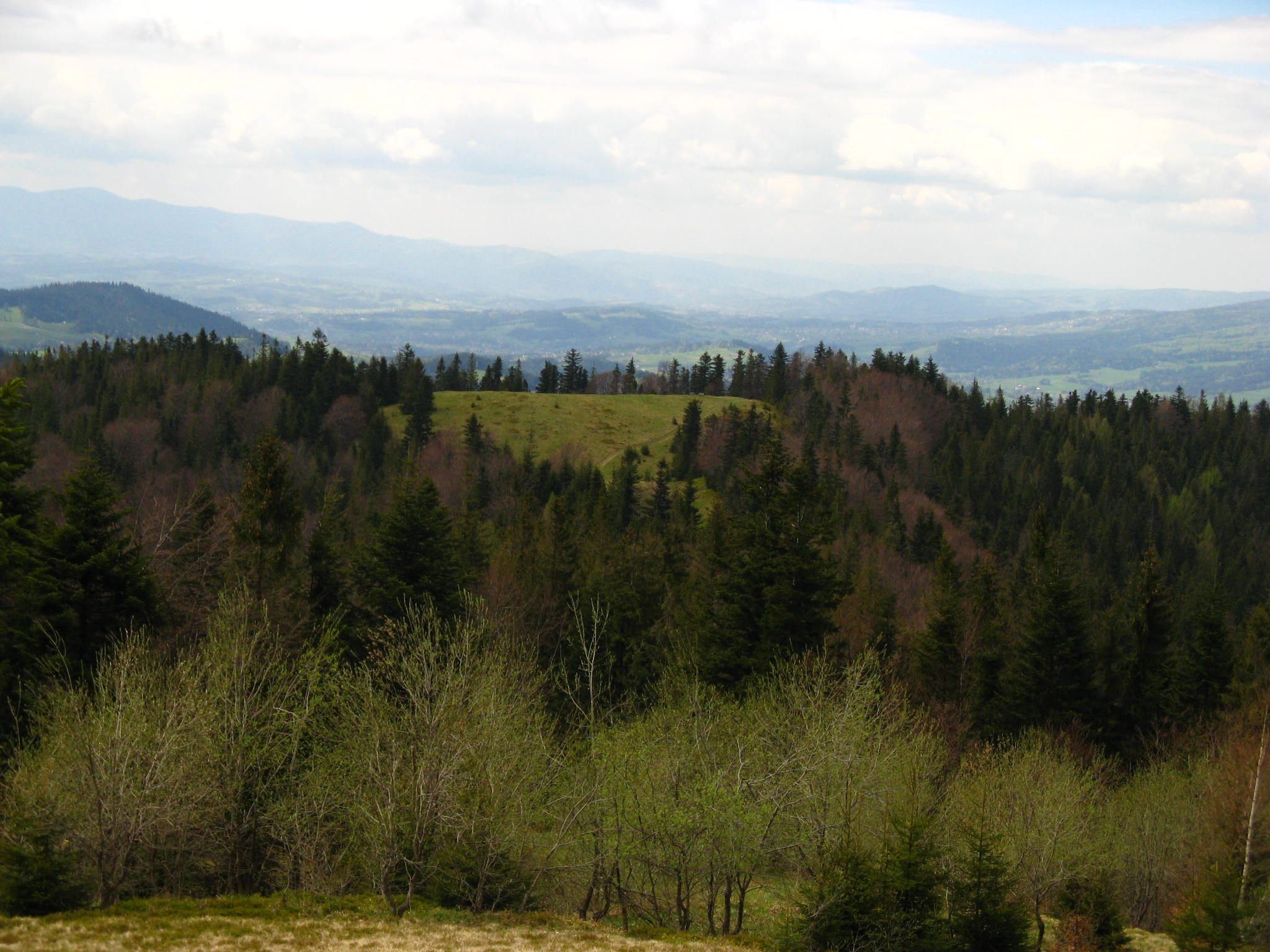
Widok z Polany Turbaczyk na Polanę Łąki
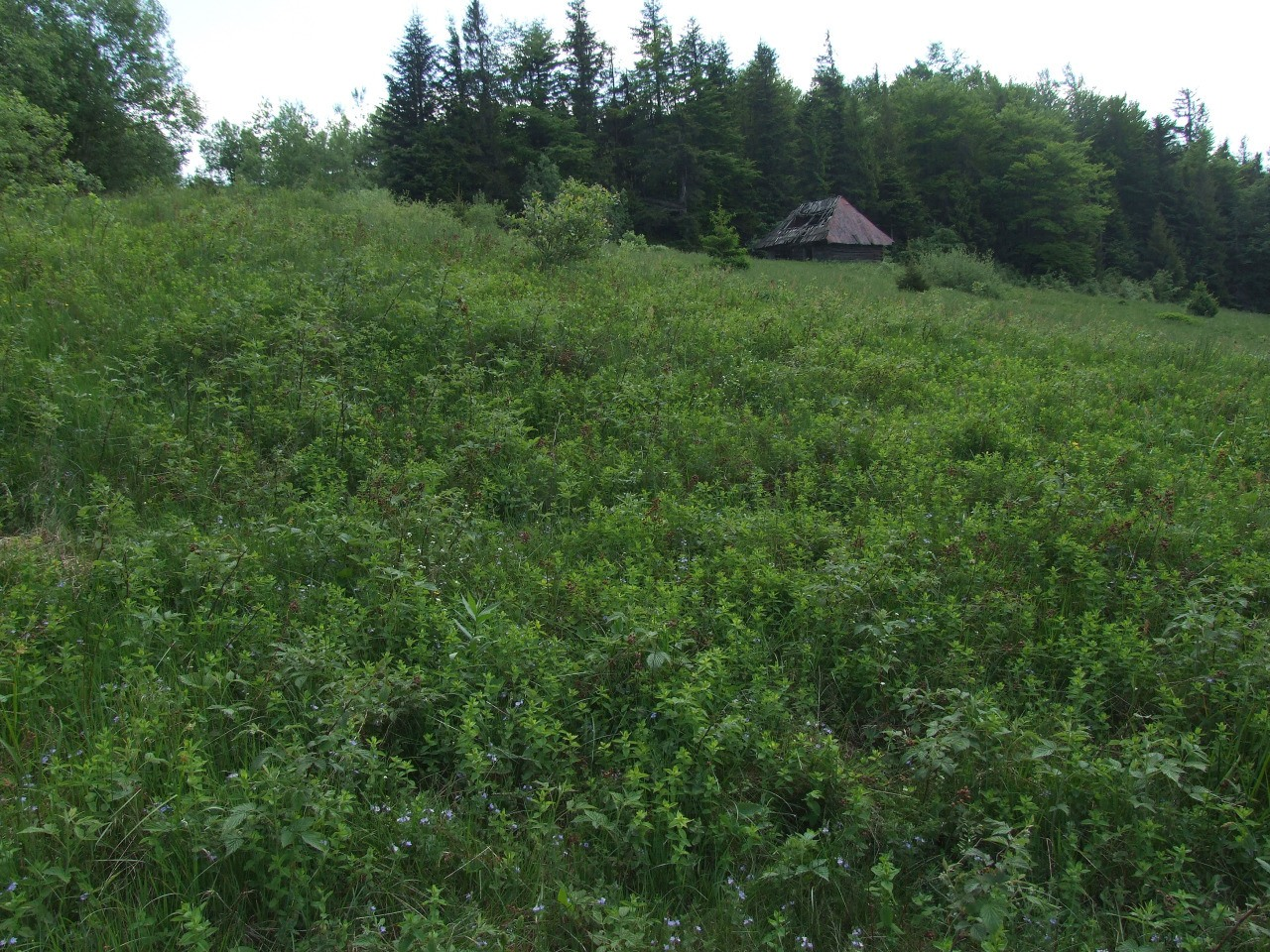
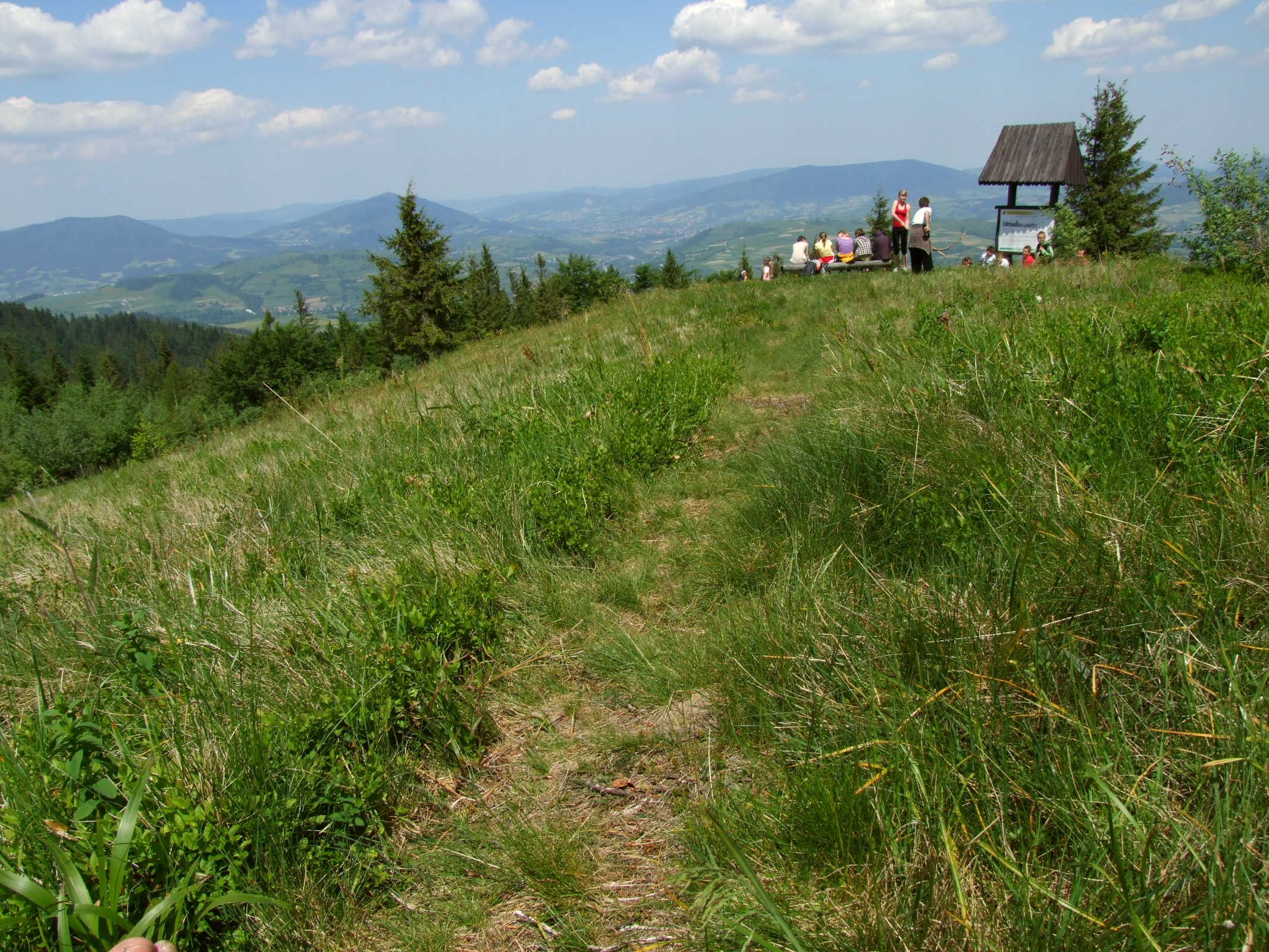
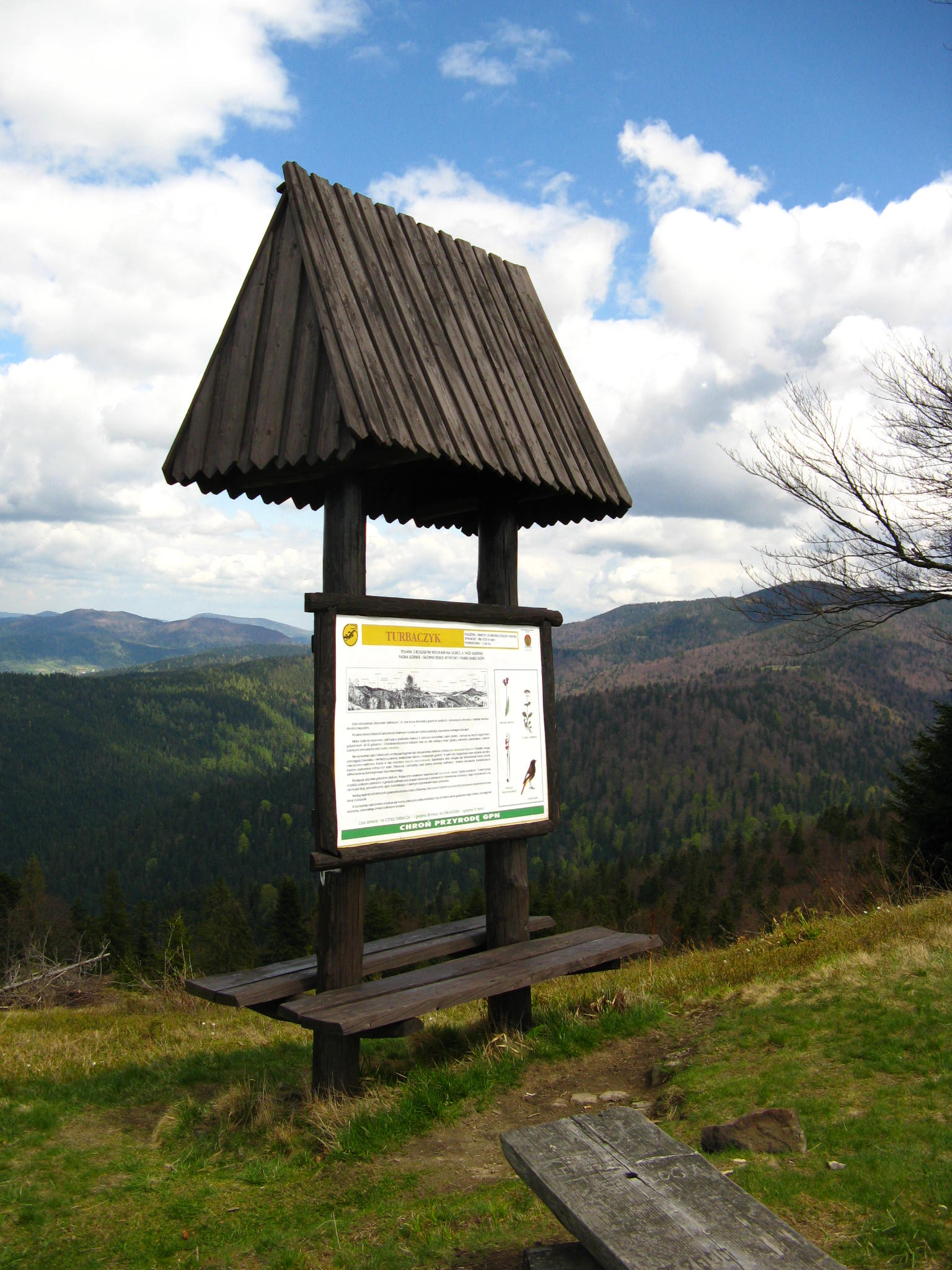